# Лефорт, Франц Яковлевич
Франц Я́ковлевич Лефо́рт (фр. François Le Fort, нем. Franz Jakob Lefort; 23 декабря 1655 [2 января 1656], Женева — 2 [12] марта 1699, Москва) — русский государственный и военный деятель женевского происхождения и кальвинистского вероисповедания; ближайший помощник и советник царя Петра I (сподвижник), с которым сблизился в начале 1690-х годов; российский генерал (1693), адмирал (1695).
Сыграл крупную роль в создании новой царской армии, обученной по европейскому образцу, сначала в виде «потешных» войск. Был одним из главных вождей Азовских походов 1695 и 1696, начатых под его влиянием. В 1695 году назначен адмиралом ещё не построенного русского флота. В 1697 году был поставлен во главе посольства в Западную Европу, при котором Пётр I числился урядником Петром Михайловым. В 1698 году вместе с Петром возвратился в Москву для подавления восстания стрельцов, считавших «еретика» Лефорта главным виновником своих бед.

## Биография

### Происхождение

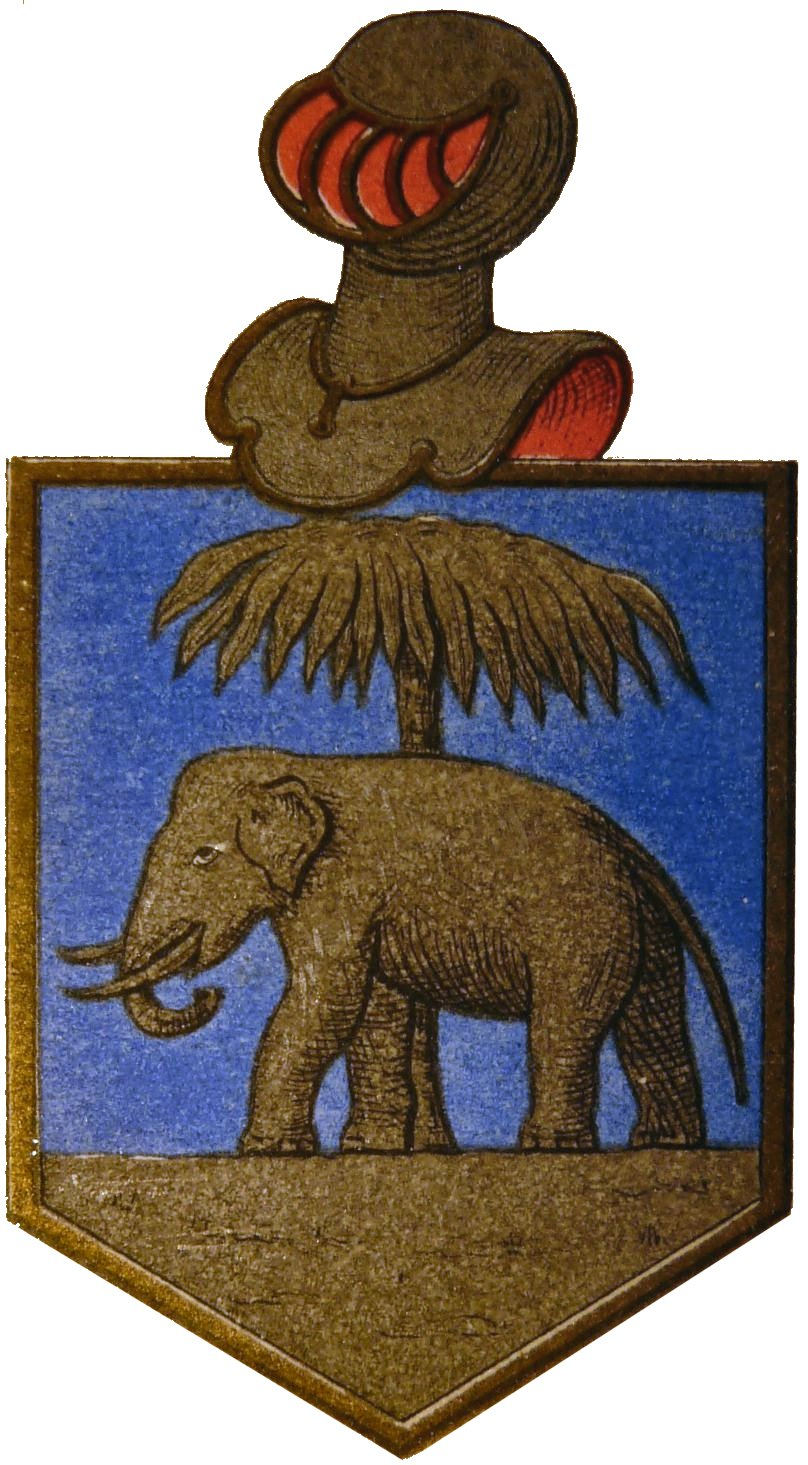
Герб семьи Лефорт

Родился в 1655 году в семье женевского торговца Жака Лефорта (1618—1674). Многие историки называют Лефорта швейцарцем, что неверно: Женева, хоть и имела союзнические договоры со швейцарскими кантонами Цюрихом и Берном, но в состав Швейцарской конфедерации вошла только в 1815 году. Был 8-м ребёнком в семье. До 14 лет Франц Лефорт учился в женевском коллегиуме (то есть средней школе, в которой преподавались некоторые предметы высшего учебного заведения), а затем был отправлен в Марсель для обучения торговле у одного из известных семье купцов. Однако это занятие было не по душе молодому человеку. Очень высокий (свыше двух метров), наделённый недюжинной физической силой юноша мечтал о военной службе и знакомстве с великими мира сего. Присущие ему ум, весёлый нрав, смелость и предприимчивость способствовали осуществлению его честолюбивых планов. Лефорт ушёл от наставника и поступил кадетом в марсельский городской гарнизон, но недовольный отец добился возвращения сына в Женеву.

### Начало карьеры
В конце 1673 года Лефорт познакомился с посетившим Женеву младшим братом герцога Курляндского и Семигальского Карлом Якобом, который без труда прельстил молодого честолюбца обещаниями славы в идущей в Европе войне. В июне 1674 года Лефорт вопреки воле семьи уехал в Голландию и начал свою военную карьеру волонтёром в свите курляндского герцога Фридриха-Казимира, участвуя в Голландской войне, был ранен. Однако в том же году война завершилась и Лефорт остался в Европе без средств. Тогда по совету голландского полковника Якоба ван Фростена, набиравшего офицеров от имени царя Алексея Михайловича молодой честолюбец решил попытать счастья на военной службе в далёкой «Московии».
В начале сентября 1675 года он с другими завербованными офицерами через Архангельск прибыл в Россию. Прибыв в русскую столицу, Лефорт для начала испытал жестокое разочарование: ван Фростен не имел официальных полномочий на наём офицеров, всем прибывшим было велено отправляться «в свои земли», но так как навигация окончилась им до следующего года разрешили пожить в Москве. Лефорт поселился в Москве в Немецкой слободе и попытался поправить свои дела выгодной женитьбой на дочери полковника Кроуфорда. Но сначала он тяжело заболел, брак распался не начавшись, потом умер царь Алексей Михайлович и созданные им полки нового строя стали сокращать. Два года Лефорт оставался не у дел и вынужден был даже пойти работать секретарём к датскому резиденту. Впрочем, за эти годы Лефорт приобрёл много полезных знакомств, хорошо  выучил русский язык, женился на вдове подполковника Франца Суэ (Сугэ) Елизавете, племяннице генерал-майора Ф. ван Бокховена.
Эта женитьба очень помогла Лефорту: среди родственников жены оказался генерал Патрик Гордон, по протекции которого в 1678 году Лефорта наконец-то приняли на военную службу, дали чин капитана и он был назначен командиром роты в составе киевского гарнизона, которым командовал Гордон. В Киеве он служил два с половиной года, участвовал в военных походах и стычках с крымскими татарами, не раз подвергаясь опасности. Получив в 1681 году отпуск и приехав в Женеву, молодой военный показал себя отличным наездником и великолепным стрелком из лука. Родственники уговаривали его остаться, но он решительно отказался, заявив, что не может нарушить слово, данное им русскому государю.
По возвращении в Россию в 1682 году Лефорт уже не застал в живых царя Фёдора Алексеевича. Фактически от имени малолетних царей-братьев Ивана и Петра Алексеевичей правила их сестра царевна Софья. Женевца взял под своё покровительство фаворит Софьи — князь В. В. Голицын, известный своим пристрастием к европейской культуре. В 1683 году Лефорт дважды был повышен по службе: произведён сначала в майоры, а затем в подполковники. Эти события были отмечены шумными пирами в Немецкой слободе.
В 1687 и 1689 годах Лефорт участвовал в двух неудачных Крымских походах, после первого похода получил должность полковника и награду. Второй Крымский поход завершился в самый разгар борьбы между Петром и Софьей. Именно тогда приятель Лефорта и брат фаворита князь Борис Голицын познакомил Лефорта с Петром I. В начале августа 1689 года молодой царь, опасаясь низложения и ареста из-за разгоревшегося конфликта с царевной Софьей, ускакал в Троице-Сергиев монастырь. 4 сентября вместе с генералом Патриком Гордоном в монастырь пришёл и Лефорт. Переход полков нового строя во главе с иноземными офицерами на сторону Петра сыграл решающую роль в его победе в борьбе за власть, и отныне судьба Лефорта была неразрывно связана с деятельностью юного самодержца.

### Друг молодого царя

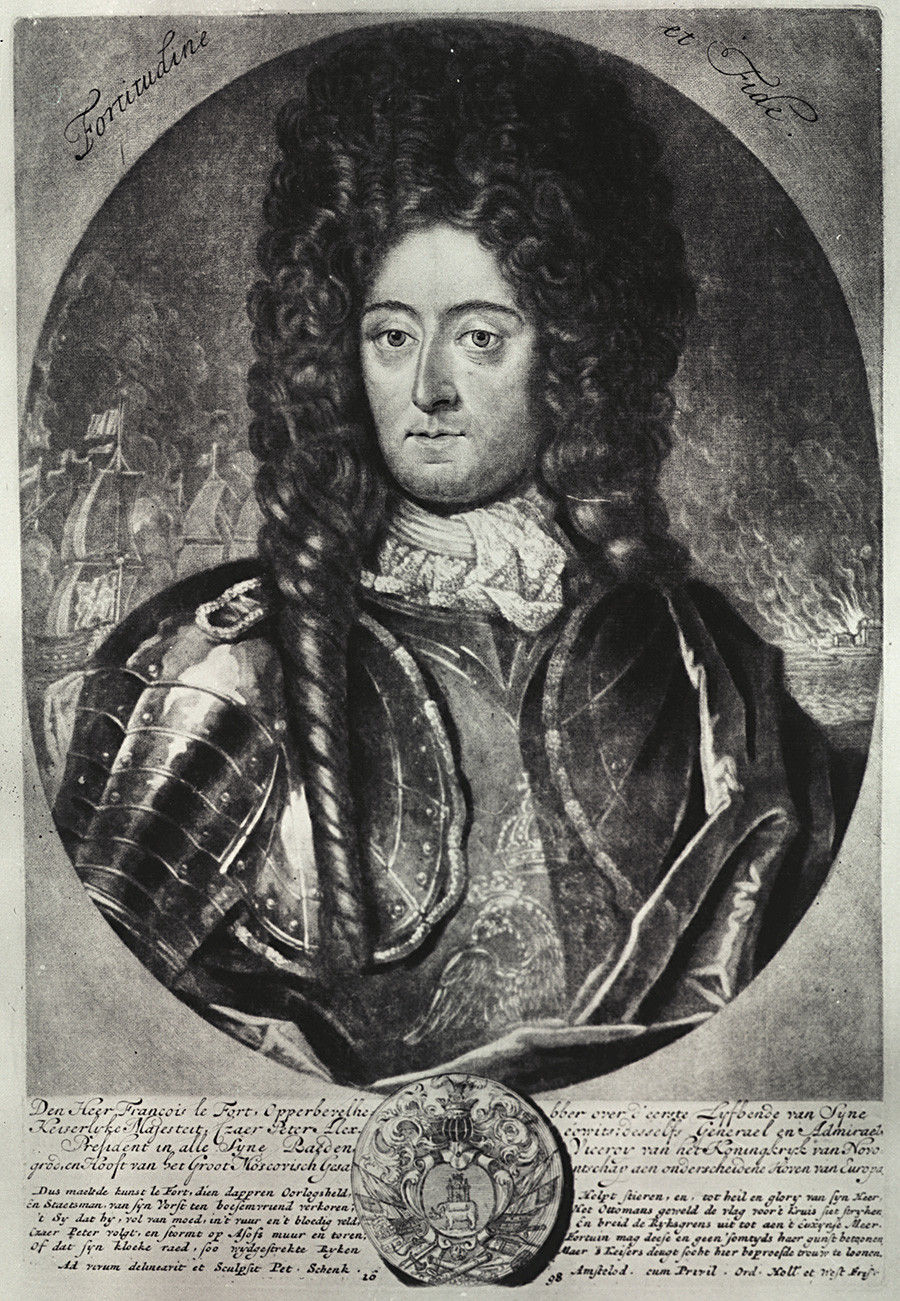
Франц Лефорт. Гравюра 1698 года.

К осени 1689 года Пётр сблизился со своими новыми знакомыми — Гордоном и Лефортом. Это встретило противодействие со стороны патриарха Иоакима, блюстителя старых русских обычаев, решительно возражавшего против подобной дружбы с иноземцами — «безбожными еретиками». После смерти патриарха в 1690 году Пётр начал открыто посещать Немецкую слободу, где бывал в гостях сначала у Гордона, а 3 сентября 1690 года впервые посетил и дом Лефорта, где стал бывать всё чаще и чаще, даже оставаясь там ночевать. Столь небывалое по тем временам поведение русского государя поражало всех приверженцев старых обычаев. Но молодого государя неодолимо тянуло ко всему западноевропейскому.
Естественно, что Лефорт получал различные знаки дружбы и милости царя. В 1690 году по случаю рождения царевича Алексея Петровича ему был пожалован чин генерал-майора и должность командира 1-го Московского выборного полка.
В связи с частыми собраниями и пирами появилась необходимость расширить его небольшой дом на берегу Яузы. Пётр дал деньги на пристройку к зданию большой залы, отделанной с небывалым великолепием: изумительные обои, дорогая скульптура, шикарная мебель, обилие серебряной посуды, оружия, картин, зеркал, ковров и других предметов роскоши. Лефорт писал родным в Женеву, что в его резиденции есть сад с прудами, парк, где содержатся различные дикие звери. У него большое количество прислуги, «рабы и рабыни», которые «все освобождены» им. Бывая у своего друга, Пётр чувствовал себя легко и свободно, отдыхал от надоевшего ему старого московского уклада. Соотечественник Лефорта капитан Сенебье писал: «При дворе только и говорят о его величестве и о Лефорте. Они неразлучны… Пока Москва остаётся Москвой, не было в ней иностранца, который пользовался бы таким могуществом. Он приобрёл бы большое состояние, если бы не был так великодушен. Верно, конечно, что благодаря этому качеству он достиг такой высокой ступени. Его величество делает ему значительные подарки».
В 1691 году Лефорт стал генерал-лейтенантом. Он много занимался с любимым детищем Петра — потешными полками.

### Генерал русской армии

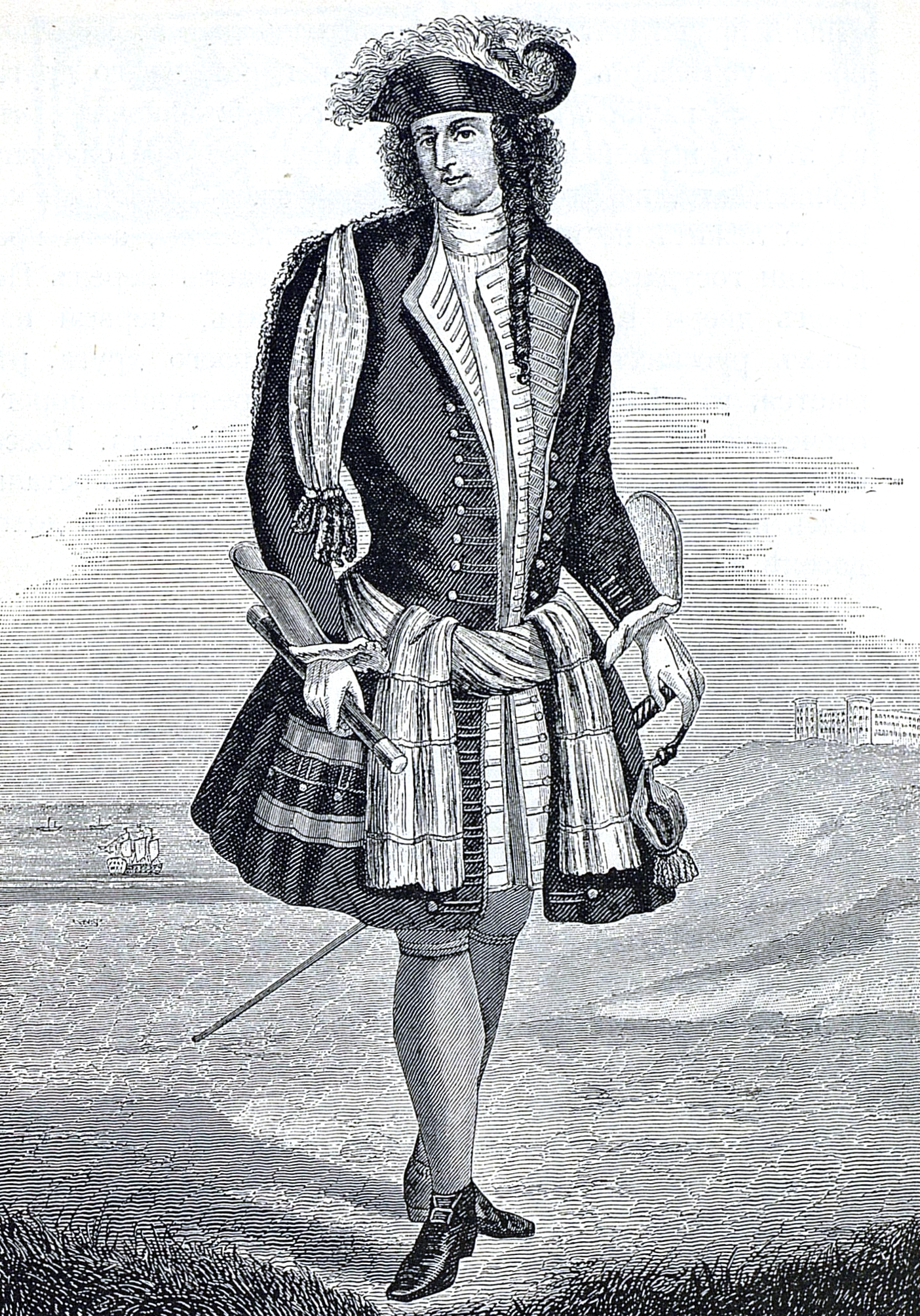
Франц Лефорт. Голландская гравюра, 1698 год

Лефорт принимал участие во всех делах, предпринимавшихся Петром. Он командовал полком в показательных сухопутных сражениях под Москвой и кораблём «Марс» во время морских учений на Переяславском озере, а 29 июня (9 июля) 1693 года был произведён в полные генералы. Лефорт сопровождал Петра в двух его путешествиях в Архангельск в 1693 и 1694 годах и был назначен капитаном прибывшего из Голландии корабля.
«Потешные» Кожуховские манёвры под Москвой чуть не обернулись трагедией для Лефорта: в плечо ему попал огненный горшок, начинённый четырьмя фунтами пороха, который обжёг ему шею и лицо. Но генералу всё же удалось водрузить своё знамя на равелине укрепления «противника».
«Потешные» походы Петра были подготовкой к настоящей войне с Турцией и Крымом — Азовским походам 1695 и 1696 годов, в которых Лефорт принимал самое деятельное участие. Он командовал корпусом во время первого штурма Азова 5 (15) августа 1695 года и лично захватил одно из турецких знамён. После первого похода Пётр назначил его адмиралом русского флота. Многие современники удивлялись новому назначению уроженца «самой сухопутной страны во всей Европе». Несомненно, Лефорт был малосведущ в морском деле. Однако Пётр явно рассчитывал на его энергию в деле создания русского галерного флота, предназначенного перекрыть турецким кораблям доступ к Азову. И эта задача была выполнена в ходе второго похода и взятия крепости 19 (29) июля 1696 года. Сам Лефорт в это время серьёзно страдал из-за сепсиса, вызванного нагноением раны, полученной при падении с лошади во время отступления после неудачного первого Азовского похода, и состояние его здоровья быстро ухудшалось. Из Воронежа к Азову он отбыл на специально построенном для него струге, а в сентябре 1696 года Лефорт триумфально въехал в столицу на богато убранных санях, чтобы не страдать от толчков при езде на колёсном экипаже.
После взятия Азова Лефорт получил титул новгородского наместника, вотчины в Епифанском и Рязанском уездах, золотую медаль и соболью шубу. Стоило ему немного оправиться от болезни, и его дом был вновь полон гостей. С ноября 1696 года последовала череда празднеств с танцами, фейерверками и пушечной стрельбой. В доме Лефорта Пётр познакомился с Анной Монс.

### Во главе «Великого посольства»
Мысль об организации «Великого посольства», возможно, была подсказана царю именно Лефортом. Формально он возглавлял его, будучи «Первым Великим послом», но фактически всё руководство находилось в руках опытного дипломата Ф. А. Головина. Роль Лефорта была чисто представительной и сводилась главным образом к переводу речей царя. Однако пышностью свиты и обстановки он превосходил других послов. Его брат Яков Лефорт писал из Амстердама: «Всё подаётся на серебре… Обедает у генерала ежедневно от девяти до двенадцати человек. У него три французских повара». Во время поездки царя в Англию Лефорт часто, иногда по нескольку раз в день, писал Петру. Его письма, написанные по-русски, но латинскими буквами, не затрагивали серьёзных тем. Царский любимец сетовал на разлуку с государем, жаловался на плохое вино, выражал беспокойство по поводу отсутствия известий из Англии. Например:
«Господин коммандёр! Ад твоя милость не бевали письме ис Англески земля. Пужалест, пиши нам про своя здорова и как вы веселити; а я радусь буду, если вам доброй».

### Смерть
Во время стрелецкого бунта 1698 года Лефорт вместе с Петром возвратился в Россию. Едва ли он принимал непосредственное участие в подавлении восстания и казни стрельцов (есть сведения, что он даже отказался рубить головы мятежникам, однако этому, по-видимому, воспрепятствовало прогрессирование болезни Лефорта). Он занимался оборудованием своего великолепного дворца, построенного в его отсутствие на деньги царя. 12 февраля 1699 года было отпраздновано новоселье с участием трёхсот гостей, 23 февраля Лефорт заболел горячкой, а 12 марта 1699 года (2 марта по старому стилю) скончался. Узнав о его смерти, Пётр воскликнул: «Я потерял самого лучшего друга моего, в то время, когда он мне наиболее нужен…»
Верному соратнику государя были устроены пышные похороны, в которых участвовал и царь. Большинство историков склоняется к версии, что Лефорт был погребён в реформатской кирхе в Немецкой слободе, позже его останки были перенесены на Введенское кладбище, однако документальных подтверждений этому до сих пор не обнаружено.
И в воспоминаниях современников Петра и в исторической литературе оценки личности Лефорта разнятся зачастую диаметрально: от «дебошана» и пьяницы до выдающегося государственного деятеля и сподвижника царя-реформатора.

## Память

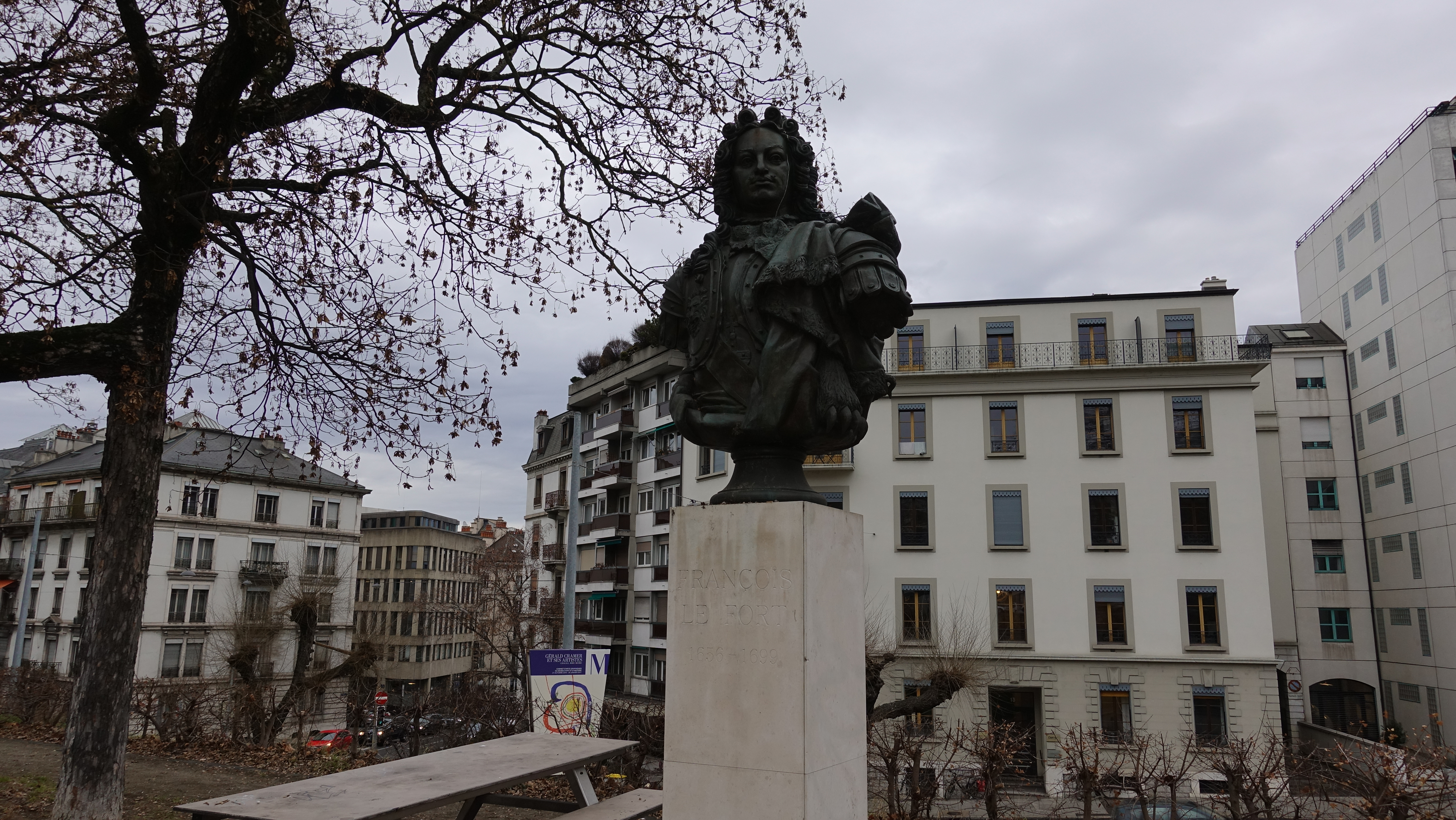
Памятник Францу Яковлевичу Лефорту в Женеве, Швейцария

Есть свидетельство, что Пётр хотел поставить ему памятник в Александро-Невском монастыре в Петербурге (как и другим своим приближённым). Но это намерение не было осуществлено.
В Женеве есть улица, а в Калининграде бульвар, названный в честь Франца Лефорта. В Москве — целый район Лефортово, вокруг Лефортовского дворца.